# 福岡高等裁判所那覇支部
福岡高等裁判所那覇支部（ふくおかこうとうさいばんしょなはしぶ）は、沖縄県那覇市にある福岡高等裁判所の支部。略称は、福岡高裁那覇支部（ふくおかこうさいなはしぶ）。復帰前の琉球高等裁判所（旧琉球上訴裁判所）の後身の裁判所である。

## 所在地
- 沖縄県那覇市樋川1丁目14-1

那覇地方裁判所、那覇家庭裁判所が同居している。

## 沿革
- 1950年8月1日 - 「琉球民裁判所制」（米国民政府布告第12号）により、「琉球上訴裁判所」として設置される。
- 1968年1月1日 - 裁判所法（1967年立法第125号）の施行により、「琉球高等裁判所」と改称。
- 1972年5月15日 - 日本復帰により、現在の「福岡高等裁判所那覇支部」と改称される。

## 事務分配
福岡高等裁判所が管轄する事件のうち、次の地域の控訴事件等を取り扱う。
- 沖縄県全域

## 歴代支部長
（カッコ内は在任期間）
- 藤井一雄（1972年5月15日 - 1973年11月1日）
- 森綱郎（1973年11月1日 - 1975年5月15日）
- 高野耕一（1975年5月15日 - 1977年4月1日）
- 門馬良夫（1977年4月1日 - 1979年4月1日）
- 藤原康志（1979年4月1日 - 1981年4月1日
- 新海順次零（1981年4月1日 - 1983年4月1日）
- 惣脇春雄（1983年4月1日 - 1985年4月1日）
- 佐藤安弘牌（1985年4月1日 - 1987年4月1日）
- 大城光代（1987年4月1日 - 1989年6月1日）
- 西川賢二（1989年6月1日 - 1992年4月1日）
- 東孝行（1992年4月1日 - 1994年4月1日）
- 大塚一郎（1994年4月1日 - 1996年5月17日）
- 岩谷憲一（1996年5月17日 - 1999年2月9日）
- 飯田敏彦（1999年2月9日 - 2000年4月1日）
- 大谷政治（2000年4月1日 - 2002年4月1日）
- 渡辺等（2002年4月1日 - 2004年2月16日）
- 窪田正彦（2004年2月16日 - 2005年12月6日）
- 小林正明（2005年12月6日 - 2007年6月30日）
- 河邉義典（2007年6月30日 - 2010年8月21日）
- 橋本良成（2010年8月21日 - ）